# دارالشفاء دلویی (قدمگاه علی)
دارالشفاء دلویی (قدمگاه علی) مربوط به سدهٔ ۱۳ ه.ق است و در شهرستان گناباد، روستای دلویی واقع شده و این اثر در تاریخ ۱۱ دی ۱۳۸۰ با شمارهٔ ثبت ۴۶۶۷ به‌عنوان یکی از آثار ملی ایران به ثبت رسیده است.